# Methylendiphenylisocyanate
Methylendi(phenylisocyanat)e (MDI) sind chemische Verbindungen aus der Gruppe der aromatischen Isocyanate. Im Normalfall stellen Methylendi(phenylisocyanat)e ein Gemisch mehrerer Konstitutionsisomere dar, die sich in der Position der Isocyanatgruppen unterscheiden. Es liegt in Form eines farblosen bis gelblichen, brennbaren Pulvers oder Flocken mit stechendem Geruch vor.

## Vertreter
| Diphenylmethandiisocyanate | | | |
| Name                       | Diphenylmethan- 2,2′-diisocyanat | Diphenylmethan- 2,4′-diisocyanat | Diphenylmethan- 4,4′-diisocyanat |
| Andere Namen               | 2,2′-Diphenylmethan- diisocyanat 2,2′-MDI | 2,4′-Diphenylmethan- diisocyanat 2,4′-MDI | 4,4′-Diphenylmethan- diisocyanat p,p′-Diphenylmethan- diisocyanat 4,4′-MDI                                                                    |
| Andere Namen               | Methylendiphenylisocyanat Bis(isocyanatophenyl)methan Methylenbis(phenylisocyanat) Diisocyanatodiphenylmethan                                 | | |
| Strukturformel             | | | |
| CAS-Nummer                 | 2536-05-2 | 5873-54-1 | 101-68-8 |
| CAS-Nummer                 | 26447-40-5 (Isomerengemisch) 9016-87-9 (technisch)                                                                                            | | |
| PubChem                    | 62450 | 62593 | 7570 |
| Summenformel               | C15H10N2O2 | C15H10N2O2 | C15H10N2O2 |
| Molare Masse               | 250,26 g·mol−1 | 250,26 g·mol−1 | 250,26 g·mol−1 |
| Aggregatzustand            | fest | fest | fest |
| Kurzbeschreibung           | farbloses bis gelbliches, brennbares Pulver oder Flocken mit aminartigem, stechendem Geruch                                                   | farbloses bis gelbliches, brennbares Pulver oder Flocken mit aminartigem, stechendem Geruch                                                   | farbloses bis gelbliches, brennbares Pulver oder Flocken mit aminartigem, stechendem Geruch                                                   |
| Schmelzpunkt               | 40 °C | 37 °C | 40 °C |
| Siedepunkt                 | 300 °C | 300 °C | 300 °C |
| Dichte                     | 1,18 g·cm−3 | 1,18 g·cm−3 | 1,18 g·cm−3 |
| Löslichkeit                | Zersetzung in Wasser, löslich in organischen Lösungsmitteln, wie z. B. Aceton, Ethylacetat, N-Methylpyrrolidon und Halogenkohlenwasserstoffen | Zersetzung in Wasser, löslich in organischen Lösungsmitteln, wie z. B. Aceton, Ethylacetat, N-Methylpyrrolidon und Halogenkohlenwasserstoffen | Zersetzung in Wasser, löslich in organischen Lösungsmitteln, wie z. B. Aceton, Ethylacetat, N-Methylpyrrolidon und Halogenkohlenwasserstoffen |
| GHS- Kennzeichnung         | aus Verordnung (EG) Nr. 1272/2008 (CLP), ggf. erweitert \| \| \|Gefahr                                                                        | aus Verordnung (EG) Nr. 1272/2008 (CLP), ggf. erweitert \| \| \|Gefahr                                                                        | aus Verordnung (EG) Nr. 1272/2008 (CLP), ggf. erweitert \| \| \|Gefahr                                                                        |
| H-Sätze                    | 351‐332‐373‐319‐335‐315‐334‐317 | 351‐332‐373‐319‐335‐315‐334‐317 | 351‐332‐373‐319‐335‐315‐334‐317 |
| EUH-Sätze                  | keine EUH-Sätze | 204 | keine EUH-Sätze |
| P-Sätze                    | ? | 260‐280‐285‐302+352‐304+340- 305+351+338‐309+311                                                                                              | 261‐280‐284‐304+340‐312- 305+351+338‐342+311                                                                                                  |
| Gefahrensymbol             | Gefahrensymbol | | |

## Gewinnung und Darstellung
Die Herstellung von MDI erfolgt in mehreren Stufen. Zunächst wird Anilin mit Formaldehyd zum Diaminodiphenylmethan umgesetzt:
Das Diaminodiphenylmethan wird dann mit Phosgen zu Diisocyanat umgesetzt.

## Eigenschaften
In Abhängigkeit von der Position der Isocyanatgruppen unterscheiden sich die Isomere in ihrer Reaktivität. So sind die Isocyanatgruppen in der 4-Position wesentlich reaktiver als die in der 2-Position.

## Verwendung
Methylendi(phenylisocyanat) ist ein wesentlicher Rohstoff für Polyurethan, Polyamidimid bzw. Weichschaum-, Isolierschaum- und Klebstoffe. Es gehört deshalb neben TDI zu den weltweit am meisten hergestellten Isocyanaten. In seltenen Fällen wird technisches Diphenylmethandiisocyanat auch zur Beleimung von MDF-Platten eingesetzt.

## Sicherheitshinweise / Risikobewertung
Methylendi(phenylisocyanat) ist durch Wärme leicht zur Polymerisation zu bringen, die heftig verlaufen kann. Weiterhin ist der Stoff als krebserregend nach EG-Kategorie 2 (Stoffe, die wegen möglicher krebserzeugender Wirkung beim Menschen Anlass zur Besorgnis geben) eingestuft.
4,4’-Methylendiphenyldiisocyanat wurde 2012 von der EU gemäß der Verordnung (EG) Nr. 1907/2006 (REACH) im Rahmen der Stoffbewertung in den fortlaufenden Aktionsplan der Gemeinschaft (CoRAP) aufgenommen. Hierbei werden die Auswirkungen des Stoffs auf die menschliche Gesundheit bzw. die Umwelt neu bewertet und ggf. Folgemaßnahmen eingeleitet. Ursächlich für die Aufnahme von 4,4’-Methylendiphenyldiisocyanat waren die Besorgnisse bezüglich der Einstufung als CMR-Stoff, Verbraucherverwendung und weit verbreiteter Verwendung sowie der Gefahren ausgehend von einer möglichen Zuordnung zur Gruppe der PBT/vPvB-Stoffe und der vermuteten Gefahren durch sensibilisierende Eigenschaften. Die Neubewertung fand ab 2013 statt und wurde von Estland durchgeführt. Anschließend wurde ein Abschlussbericht veröffentlicht.

## Exposition und Messung
Wegen der hohen Reaktivität der Isocyanat-Gruppe stellt die messtechnische Überwachung von MDI in der Luft am Arbeitsplatz hohe Anforderungen an Messplanung, Probenahme und Analytik. Probenahmesysteme, die nach dem Prinzip der Chemisorption arbeiten, sind meist gut geeignet, um die Expositionssituation zum Zeitpunkt der Probenahme exakt festzuhalten. Die Bestimmung der Konzentrationen monomerer Diisocyanate sowie des Gesamt-NCO-Gehalts (Totalkonzentration reaktiver Isocyanat-Gruppen, TRIG) erfolgt qualitativ und quantitativ mittels Hochleistungsflüssigkeitschromatographie (HPLC) und paralleler Detektion mittels Fluoreszenzdetektor (FLD) und Diodenarraydektektor (DAD). Das Verfahren ist für Messungen entsprechend der Technischen Regel für Gefahrstoffe (TRGS) 402 geeignet (Ermitteln und Beurteilen der Gefährdungen bei Tätigkeiten mit Gefahrstoffen: Inhalative Exposition). Die Ergebnisse von Arbeitsplatzmessungen von MDI finden sich im Messsystem Gefährdungsermittlung der Unfallversicherungsträger (MGU). Die ermittelten Messwerte sowie Betriebs- und Expositionsdaten sind in der Expositionsdatenbank MEGA dokumentiert und lassen sich mit einer speziellen Software nach unterschiedlichen Kriterien selektieren und auswerten.